# Dariusz Buraczewski
Dariusz Buraczewski – polski matematyk, zajmujący się problemami z pogranicza rachunku prawdopodobieństwa i analizy harmonicznej.

## Życiorys
Studia na kierunku matematyka oraz informatyka ukończył na Uniwersytecie Wrocławskim w 2000 roku. Na tym samym uniwersytecie uzyskał następnie stopień doktora (w 2002, pod kierunkiem Ewy Damek) i doktora habilitowanego (w 2010). Tytuł profesora otrzymał w roku 2014.
Od roku 2002 pracuje na Uniwersytecie Wrocławskim. Na macierzystym wydziale pełnił funkcje: prodziekana ds. ogólnych (2012–2016), prodziekana ds. rozwoju (2020–2024). Od 2024 roku jest dziekanem wydziału.
Swoje prace publikował m.in. w „Probability Theory and Related Fields”, „Annals of Probability”, „Annals of Applied Probability”, „Stochastic Processes and their Applications”, „Annales de l’Institut Henri Poincaré. Probabilités et Statistiques”, „Journal of Functional Analysis” i „Communications in Partial Differential Equations”. 
W 2003 roku otrzymał nagrodę Prezesa Rady Ministrów za rozprawę doktorską.
W 2004 został laureatem Nagrody im. Kazimierza Kuratowskiego oraz Nagrody START Fundacji na Rzecz Nauki Polskiej. W 2010 uzyskał stypendium dla wybitnych młodych naukowców Ministra Nauki i Szkolnictwa Wyższego. W 2019 otrzymał Nagrodę Instytutu Matematycznego PAN za wybitne osiągnięcia naukowe w zakresie matematyki. Nagrodzono go za monografię i cykl ważnych prac dotyczący własności stochastycznych równań różnicowych oraz ich zastosowań do losowych produktów macierzy i spacerów losowych w losowym środowisku.